# Београдске пијаце
Београдске пијаце су урбанистичи посебно издвојени, уређени и опремљен продајни простори у појединим деловима Београда, намењени пре свега за продају пољопривредних производа, али и друге робе широке потрошње и пружање услуга.
Традиционално се налазе у централним деловима неког Београдског насеља, и на њима продавци излажу и продају своју робу, а купци траже и купују робу, која им је потребна.

## Историја
Изградња Београдских пијаца, као посебних урбаних целине у појединим деловима Београда, први пут је почела 30-тих година 19. века. До тада су сељаци били присиљени да продају своје производе на прилазним путевима Београду, турским војницима, који су их потом након куповине, продавали центру Београда, по много вишим ценама.
Пијаце у 19. веку

Прва пијаца у Београду отворена је на данашњем Студенстском тргу, у близини пута за Стамбол, на месту некадашњег турског гробља 1824. године, под називом — „Велика пијаца”, да би је касније променила име у Пијаца „Светог Андреја”. По сагласности Османлија на овој пијаци могао се излагати и продавати сир, месо, риба, свеже и сушено воће, поврће, житарице, живина, али и остале кућне потрепштине, али не и свиње, како се не би вређало муслиманско становништво. Такође пијаца је била и место...
...на коме су се поред ствари које и данас можемо наћи на пијаци, могли наћи и људи, који су у деветнаестом веку овде долазили како би пронашли, а потом и ангажовали своју кућепазитељку, такозвану зуску или педантну даму. Оне су овде показивале своје умеће, те су их потенцијалне муштерије углавном могле видети како гланцају посуђе, чисте ципеле, перу веш или шију.
 Међу купцима нису били само становници Београда већ и купци намерници, на пролазу кроз Београд на свом путу ка југу Србије или реком Савом и Дунавом на север исток и запад.

Када су Османлије након Српско—турског рата 1878. године и ослобођења Кнежевине Србије коначно предали власт Србима и напустили Београд, архитекта и професор Велике школе у Београду Емилијан Јосимовић, изнео је идејни предлог 1887. године по коме је пијаца требало да се измести у други део Београда. Како предлог није у потпуности прихваћен, пијачни простор је смањен, а на осталом делу око пијаце изграђен је Универзитетски парк.
Била је значајна и Мала пијаца, или како су је у народу звали Мали пијац. Основана је у првој половини 19. века у кварту Савамалски. Налазила се између хотела Бристол и Београдске задруге до Јаворске улице, данашња Улица Светозара Радића, све до дрвара коју је Сава често плавила.
Пијаце у 20. веку
Између два светска рата Београд, је почео да добија нове пијаце. Прва пијаца Свети Андреја (Велика пијаца), затворена је 1926. године, а од оснивања Краљевине Југославије како је Београд све више увећавао градски простор и становништво потреба за оснивањем пијаца била је све већа. У том периоду настале су пијаце на: Душановцу, Вождовцу, Карабурми, Смедеревском ђерму, Зеленом венцу, Бајлонијевом тргу, Звездари, Душановцу, Дорћолу, Каленића гувну Јовановцу, а и стара пијаца у Земуну из 18. века ушла је у систем Београдских пијаца.
Пијаце су имена добијале претежно по делу града у коме су изграђене или по особи која је ту пијацу основала.

## Значај
Многе од београдских пијаца су већ нешто мање од једног века и даље су у функцији, не само као пијаце Београда, већ и као симбол неког дела града или туристичка атракција за бројне туристе. Многе пијаце служе Београђанима и за оријентацију при кретању из једног у други део града. Неке су описане у романима, биле места филмских сетова, опеване у песмама, насликане на сликама и разгледницама, неке су постале и део биографије знаменитих Београђана, а неке као што је пијаца Зелени венац проглашена споменик културе од посебног значаја.

## Називи
Да су поједине пијаце називане по виђенијим људима Београда или локацијама на којој су саграђене говоре ови подаци:
Каленићева пијаца — или Каленић гувно, која је изграђена 1907. године на земљишту Влајка Каленића (обућара и економа), добротвора који је своје имање завештао граду Београду. У знак захвалности ова пијаца данас носи његово име.
Бајлонијева пијаца — која је основана 1927. године носи имо по Чех, Игњату Бајлонију, који је у Србију дошао 1855. године и у близини буудуће пијаце изградио велику пивару. После Другог светског рата пијаца је променила име у „Скадарлија“, али је становници Београда и данас зову старим именом Бајлонијева пијаца.
Пијаца Зелени венац — према писању Војин Пуљевић, настала је „на месту где је некада било гробље, на Зеленом венцу, остала је само стара гробљанска кафана, која је и добила име по венцима (Зелени венац), којима су кићени гробови“.
Смедеревски ђерам — према писању Снежане Томић стара је пијаца настала између два светска рата  у насељу Стари Ђерам или само Ђерам,  у општини Звездара. На њу су сељаци из  Миријева, Карабурме и других околних села запрежним колима довозили робу. Одувек је била једна од најорганизованијих и најуређенијих пијаца у Београду  јер је била поплочана турском калдрмом.  Бакалук се на пијаци продавао директно са кола, а неки предузимљиви продавци су за своје потребе правили дрвене тезге, не само да продају, већ и да би понекад на њима спавали.

## Списак пијаца
| Пијаца                                            | Адреса                       | Тип    | Зона     | Општина      |
| ------------------------------------------------- | ---------------------------- | ------ | -------- | ------------ |
| Баново брдо                                       | Пожешка 41                   | зелена | прва     | Чукарица     |
| Бањица                                            | Црнотравска 10/1             | зелена | прва     | Вождовац     |
| Бежанија                                          | Војвођанска 56               | зелена | трећа    | Нови Београд |
| Беле воде                                         | Црвено барјаче 6             | зелена | друга    | Чукарица     |
| Блок 44                                           | Јурија Гагарина бб           | зелена | прва     | Нови Београд |
| Борча                                             | Косте Манојловића бб         | зелена | прва     | Палилула     |
| Браће Јерковић                                    | Браће Јерковић бб            | зелена | прва     | Вождовац     |
| Видиковац                                         | Видиковачки венац 92         | зелена | прва     | Раковица     |
| Вождовац                                          | Јове Илића                   | зелена | друга    | Вождовац     |
| Горња варош                                       | Сењска бб                    | зелена | прва     | Земун        |
| Душановац                                         | Љубе Недића бб               | зелена | прва     | Вождовац     |
| Железник                                          | Радних акција 75             | зелена | друга    | Чукарица     |
| Звездара                                          | Бул. краља Александра 293    | зелена | прва     | Звездара     |
| Зелени венац                                      | Југ Богданова бб             | зелена | прва     | Савски венац |
| Земун                                             | Масариков трг 17             | зелена | прва     | Земун        |
| Каленић                                           | Максима Горког бб            | зелена | прва     | Врачар       |
| Карабурма                                         | Уралска бб                   | зелена | прва     | Палилула     |
| Коњаник                                           | Устаничка 205                | зелена | друга    | Звездара     |
| Кошутњак                                          | Пере Велимировића бб         | зелена | трећа    | Раковица     |
| Мали мокри луг                                    | Булевар краља Александра 536 | зелена | трећа    | Звездара     |
| Миљаковац                                         | Варешка бб                   | зелена | друга    | Раковица     |
| Миријево                                          | Матице српске 43             | зелена | прва     | Звездара     |
| Ново Кијево                                       | Јагодинска бб                | зелена | трећа    | Раковица     |
| Отворени тржни центар                             | Пролетерске солидарности бб  | робна  | без зоне | Нови Београд |
| Палилула                                          | Илије Гарашанина бб          | зелена | прва     | Палилула     |
| Пијаца за продају старих ствари и робе са грешком | Варешка бб                   | робна  | без зоне | Раковица     |
| Сењак                                             | Косте Главинића 6            | зелена | друга    | Савски венац |
| Скадарлија                                        | Џорџа Вашингтона бб          | зелена | прва     | Стари град   |
| Смедеревски ђерам                                 | Живка Карабиберовића 3       | зелена | прва     | Звездара     |
| ТЦ Крњача                                         | Зрењанински пут 28           | зелена | прва     | Палилула     |
| ТЦ Нови Београд                                   | Алексиначких рудара бб       | зелена | прва     | Нови Београд |

Свим наведеним пијацама у Београду, данас управља Јавног комуналног предузећа „Градске пијаце Београда”. Оно у свом саставу има 30 пијаца и располаже са 165.000 m² пијачног простора, од чега је 27.425 m² комерцијалног пословног простора под објектима, око 8.000 тезги и 824 расхладне витрине. Пијаце које послују у саставу овог предузећа разврстане су у четири зоне према локацији ексклузивности и то: екстра зона, прва зона, друга зона и трећа зона.

## Галерија
- Палилулска пијаца
- Каленићева пијаца
- Бајлонијева пијаца
- Зелени венац
- Земунска пијаца
- Бежанијска пијаца